# 大麻町萩原
大麻町萩原（おおあさちょうはぎわら）は、徳島県鳴門市の大字。郵便番号は779-0221。

## 地理
鳴門市の西部に位置。東は大麻町池谷、西から北は大麻町板東、南は大麻町三俣および大麻町川崎に接する。
町内会は萩原と萩原団地に分かれ、暖地以外は農業地域。北は山地、中央部は複合扇状地、南は水田地帯で、北方の谷間には農業用溜池が発達している。また、水田地帯では農業用水堀も発達している。
徳島県道12号鳴門池田線のバイパスが東西に貫通し、その南側を並行してJR高徳線が通り、さらにその南側を主要地方道の旧道が東西に通る。また萩原の西端近くを徳島県道41号徳島北灘線が南北に通る。樋殿谷川も萩原の西端近くを南流し、洪水時には平野部は同川の遊水地帯となる。

### 地形
- 山：大麻山
- 川：樋殿谷川

### 小字
| - アコメン - 姥ケ懐 - 貝ケ谷 - カ子ガ谷 - 川原ノ上 | - 小谷 - 五斗代 - 十八 - 浄土寺 - チゴノ谷 | - ナカ谷 - 長谷 - ナベ谷 - 苗代谷 - 西山田 | - 延谷 - 東山田 - ホコ田 - 堀ノ内 - 宮前 | - 柳 - 山ノ下 |  |

## 歴史
江戸期から明治22年にかけては板東郡および板野郡の村であった。寛文4年より板野郡に属す。
明治22年に同郡板東村の大字となった。大正4年11月より板東町の大字となる。昭和34年4月に板東町と堀江町が合併し大麻町が誕生し同町の大字となる。昭和42年に大麻町が鳴門市に編入され現在の鳴門市の大字となる。

## 世帯数と人口
2022年（令和4年）7月31日現在の世帯数と人口は以下の通りである。
| 町丁       | 世帯数  | 人口  |
| ---------- | ------- | ----- |
| 大麻町萩原 | 310世帯 | 672人 |

## 小・中学校の学区
市立小・中学校に通う場合、学区は以下の通りとなる。
| 番地 | 小学校             | 中学校             |
| ---- | ------------------ | ------------------ |
| 全域 | 鳴門市立板東小学校 | 鳴門市立大麻中学校 |

## 施設
- 十輪寺（四国八十八箇所霊場第一番前札所）
- 光勝院
- 萩原墳墓群

## 交通

### 道路
都道府県道
- 徳島県道12号鳴門池田線
- 徳島県道41号徳島北灘線